# Justine Musk
Justine Musk (tên khai sinh Jennifer Justine Wilson; sinh ngày 2 tháng 9 năm 1972) là một tác giả người Canada. Cô là người vợ đầu của Elon Musk.